# Lijst van heuvels in Nederland

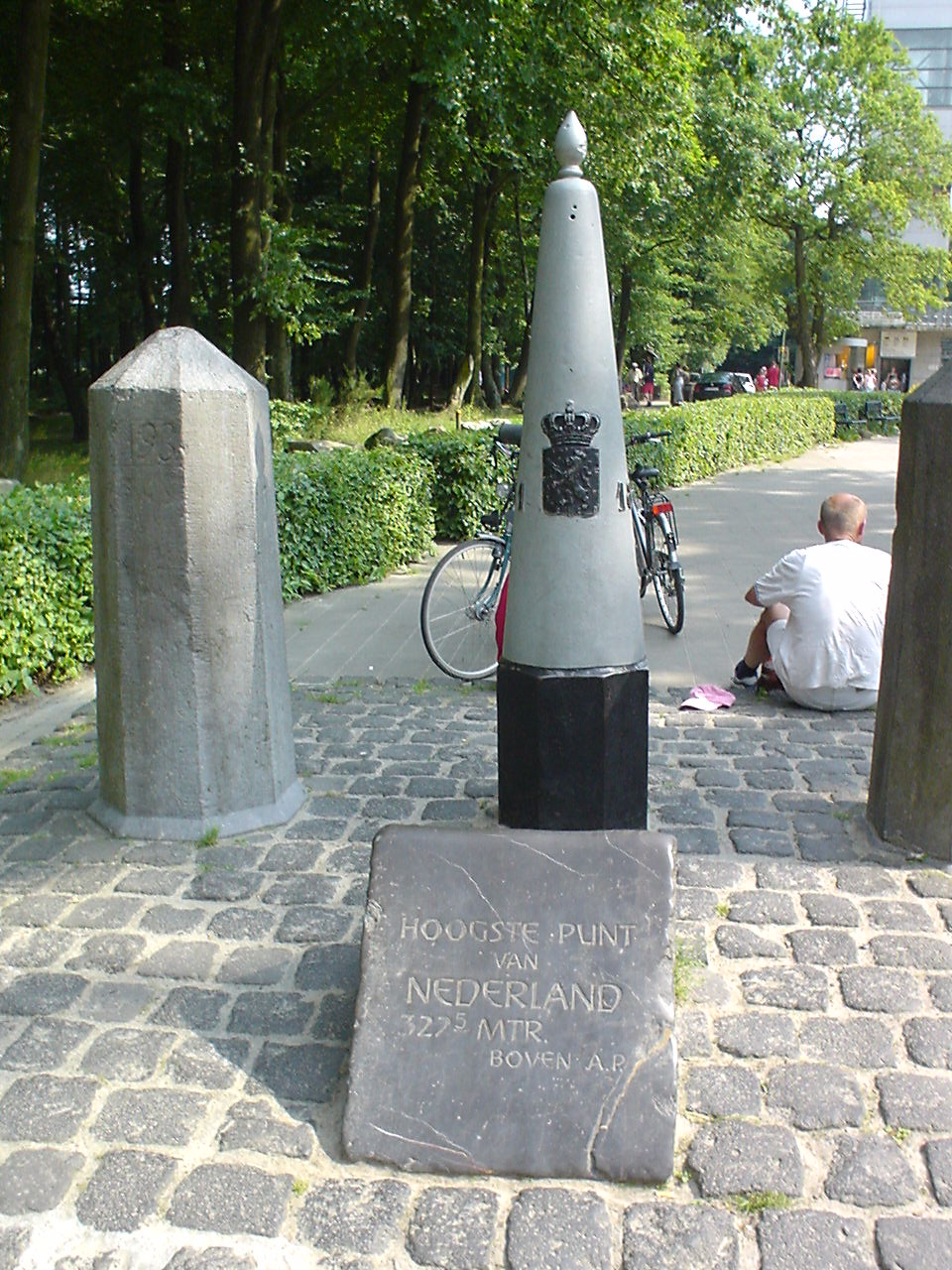
Vaalserberg: geografisch het hoogste punt van Europees Nederland

Dit artikel bevat een lijst met de hoogste heuvels van Nederland gemeten vanaf zeeniveau. De heuvels in Zuid-Limburg zijn ontstaan door een samenspel van tektoniek, sedimentatie en erosie. Andere heuvels zijn gevormd door de stuwende werking van ijsmassa's in het Saalien (Veluwe, de grensoverschrijdende Nederrijnse Heuvelrug, Utrechtse Heuvelrug, Sallandse Heuvelrug, Hondsrug), of door de werking van de wind (duinen). Enkele heuvels in de lijst zijn kunstmatig door de mens aangelegd als afvalberg, uitzichtpunt of vluchtheuvel bij hoogwater. De hoogste punten op Nederlands grondgebied bevinden zich sinds de staatkundige hervorming van 10 oktober 2010 op de Caribische eilanden Saba en Sint Eustatius. Deze zijn ontstaan door een samenspel van vulkanisme en tektoniek.

## Europees Nederland

### Hoger dan 300 meter
- Vaalserberg (Vaals, Limburg) 322,4 meter
- Eschberg (Wolfhaag, Limburg) 309,0 meter
- Vijlenerbos (Raren, Limburg) 301,0 meter

### 200-300 meter
- Camerig (Epen, Limburg) 260 meter
- Hakkenberg (Epen, Limburg) 252 meter
- Eperheide (Eperheide, Limburg) 235 meter
- Hulsberg (Huls, Limburg), 231 meter
- Wilhelminaberg (Landgraaf, Limburg) 225 meter (kunstmatig)
- Loorberg (Slenaken, Limburg) 219,1 meter
- Vrouwenheide (Ubachsberg, Limburg) 218 meter

### 100-200 meter
- Wolfsberg (Noorbeek, Limburg) 189,3 meter
- D'n Observant (Maastricht, Limburg) 170,8 meter (kunstmatig)
- Keutenberg (Schin op Geul, Limburg) 162,8 meter
- Gulperberg (Gulpen, Limburg) 156,8 meter
- Cauberg (Valkenburg, Limburg) 133,7 meter
- Wijngaardsberg (Ulestraten, Limburg) 129,0 meter
- Heksenberg (Heerlen, Limburg) 129,0 meter
- Bemelerberg (Bemelen, Limburg) 125,5 meter
- Horbies (Doenrade,Merkelbeek, Limburg) 112,0 meter
- Steenberg staatsmijn Maurits (Geleen, Limburg) 110,0 meter (kunstmatig)
- Sweikhuizerberg (Sweikhuizen, Limburg) 110,0 meter
- Signaal Imbosch (Rheden, Gelderland) 109,9 meter
- Cannerberg (Maastricht, Limburg) 109,1 meter
- Hulterberg (Hulten, Limburg) 108,0 meter
- Sint Pietersberg (Maastricht, Limburg) 108,0 meter
- Torenberg (Hoog Soeren, Gelderland) 107,1 meter
- Zijpenberg (Rheden, Gelderland) 103,9 meter
- Tafelberg (Rheden, Gelderland) 103,9 meter
- Galgenberg (Terlet, Gelderland) 102,5 meter
- Aardmansberg (Hoog Soeren, Gelderland) 101,0 meter
- Windrakerberg/Schelberg (Sittard/Windraak, Limburg) 101,0 meter
- Onzalige bossen (Rheden, Gelderland) 100,4 meter
- Kollenberg (Sittard, Limburg) 100,0 meter

### 50-100 meter
- Emmapiramide (Rheden, Gelderland) 98,1 meter (kunstmatig)
- Louwberg (Maastricht, Limburg) 98,0 meter
- Hettenheuvel (Zeddam, Gelderland) 93,0 meter
- Vlierenberg (Groesbeek, Gelderland) 91,8 meter
- Tankenberg (Oldenzaal, Overijssel) 85,1 meter
- Hulzenberg (Stokkum, Gelderland) 84,6 meter
- Klifsberg (Herkenbosch, Limburg) 82,5 meter
- Archemerberg (Archem, Overijssel) 79,9 meter
- Paasberg (Oldenzaal, Overijssel) 79,8 meter
- Broodberg (Elspeet, Gelderland) 77,8 meter
- Hoogte 80 (Arnhem, Gelderland) 77,5 meter
- Kiekberg (Plasmolen, Limburg), 77,0 meter
- Lemelerberg (Lemele, Overijssel) 77,0 meter
- Braamberg (Vasse, Overijssel) 76,2 meter
- Tutenberg (Vasse, Overijssel), 76,1 meter
- Duivelsberg (Berg en Dal, Gelderland) 75,9 meter
- Koningsbelt (Rijssen, Overijssel) 75,5 meter
- Kuiperberg (Ootmarsum, Overijssel), 71,0 meter
- Amerongse Berg (Amerongen, Utrecht) 69,2 meter
- Montferland (Zeddam, Gelderland) 66,8 meter
- Sint-Maartensberg (Plasmolen, Limburg), 66,0 meter
- Vlakke Berg (Amerongen, Utrecht) 64,5 meter
- VAM-berg (Wijster, Drenthe) 63,0 meter (kunstmatig)
- Elsterberg (Elst, Utrecht) 62,5 meter
- Gulbergen (Nuenen/Geldrop-Mierlo, Noord-Brabant) 62,3 meter (kunstmatig)
- Woldberg, 't Harde, Gelderland, 61 meter
- Lonnekerberg (Enschede, Overijssel) 61 meter
- Holterberg (Holten, Overijssel) 59,5 meter
- Catrijper Nok (Catrijp, Noord-Holland) 55,4 meter
- Duinen Groot-Valkenisse (Koudekerke, Zeeland) 54,0 meter
- Klimduin (Schoorl, Noord-Holland) 54,0 meter
- Doornse Kaap (Doorn, Utrecht) 53,0 meter
- Grebbeberg (Rhenen, Utrecht) 52,0 meter
- Stompert  (Soest, Utrecht) 51,0 meter
- Goudsberg (Lunteren, Gelderland) 50,0 meter

### Lager dan 50 meter
- Lochemse Berg (Lochem, Gelderland) 49,2 meter
- Kale Berg (Lochem, Gelderland) 46,5 meter
- Vuurboetsduin (Oost-Vlieland, Friesland) 45,0 meter
- Amersfoortse Berg (Amersfoort), Utrecht) 44,0 meter
- Luijksgestel (Luijksgestel, Noord-Brabant) 44,0 meter
- Duinen (Nieuw-Haamstede, Zeeland) 43,2 meter
- Wageningse Berg (Wageningen, Gelderland) 40,5 meter
- Kopje van Bloemendaal (Bloemendaal, Noord-Holland) 40,0 meter
- Hoogenberg (Putte, Noord-Brabant) 39,1 meter
- Weverslosche berg (Merselo, Limburg) 38,6 meter
- Zeeduinen (Burgh-Haamstede, Zeeland) 38,0 meter
- Vlaggeduin (Katwijk, Zuid-Holland) 37,0 meter
- Tafelberg (Huizen, Noord-Holland) 36,4 meter
- Donderberg (Leersum, Utrecht) 36 meter
- Needse Berg, (Neede, Gelderland) 34,6 meter
- Kardingerberg (Groningen), 32 meter
- Zwarte Blink (Schoorlse Duinen, Noord-Holland) 31,5 meter
- Kaapsduin (West-Terschelling, Friesland) 31,4 meter
- Papenberg (Castricum, Noord-Holland) 31,0 meter
- Luttenberg (Luttenberg, Overijssel) 31,0 meter
- Almere-Boven (Almere, Flevoland) 29 meter (kunstmatig)
- Emmer-Es (Emmen, Drenthe) 28,0 meter
- Bosberg (Appelscha, Friesland) 26,6 meter
- Haantjeduin (Emmen, Drenthe) 26,5 meter
- Woldberg (Steenwijk, Overijssel) 26,0 meter
- Loodsmansduin (Texel, Noord-Holland) 26,0 meter
- Oerdblinkerd (Ameland, Friesland) 24,0 meter
- Kapelberg (Bergharen, Gelderland) 21,3 meter
- Burcht van Leiden (Leiden, Zuid-Holland) 21,0 meter (kunstmatig)
- Kijkduin (Huisduinen, Noord-Holland) 20,0 meter
- Wassermann (bunker) (Schiermonnikoog, Friesland) 20,0 meter
- De Streepjesberg (Den Helder, Noord-Holland) 18,9 meter
- Duinen nabij Vissershoek (Ouddorp, Zuid-Holland) 18,5 meter
- Bisschopsberg (Darp, Drenthe) 17,0 meter
- Havelterberg (Havelte, Drenthe) 17,0 meter
- Hoge berg (Oudeschild, Noord-Holland) 15,3 meter
- Hasseberg (Sellingen, Groningen) 14,2 meter
- Westerland (Wieringen, Noord-Holland) 12,8 meter
- Hogeberg (Oudemirdum, Friesland) 12,7 meter
- Kymmelsberg (Schipborg, Drenthe) 12 meter
- Holte (Stadskanaal, Groningen) 11,1 meter
- Vliedberg (Wemeldinge, Zeeland) 10,8 meter (kunstmatig)
- Vliedberg (Sint-Jan ten Heere, Zeeland) 9,8 meter (kunstmatig)
- Heuvel van uitkijktoren Mariëndal (Den Helder, Noord-Holland) 9,4 meter (kunstmatig)
- Grote Kaap (Rottumeroog, Groningen) 8,7 meter
- Bult van Urk (Urk, Flevoland) 8,3 meter
- Berg van Troje (Borssele, Zeeland) 6,4 meter (kunstmatig)
- Schokland (Ens, Flevoland) 1,4 meter

## Caribisch Nederland

### 600 meter en hoger
- Mount Scenery (Saba) 870 meter
- The Quill (Sint Eustatius) 601 meter

### 500-600 meter
- Troy Hill (Saba) 586 meter
- Mary’s Point Mountain (Saba) 572 meter
- Maskehorne Hill (Saba) 547 meter
- The Level (Saba) 514 meter

### 400-500 meter
- Booby Hill (Saba) 447 meter
- Great Hill (Saba) 422 meter
- St. John’s Hill (Saba) 421 meter
- Peak Hill (Saba) 401 meter

### 300-400 meter
- Thais Hill (Saba) 389 meter
- Bunker Hill (Saba) 378 meter
- Paris Hill (Saba) 352 meter
- St. John’s Flat (Saba) 329 meter

### 200-300 meter
- Boven (Sint Eustatius) 289 meter
- Brandaris (Bonaire) 241 meter
- Signal Hill (Sint Eustatius) 234 meter
- Old Booby Hill (Saba) 224 meter
- Bergje (Sint Eustatius) 223 meter

### 100-200 meter
- Jamanota (Aruba) 188 meter
- Gilboa Hill (Sint Eustatius) 175 meter
- Hooiberg (Aruba) 165 meter
- Fort Hill (Saba) 137 meter